# C44 (Namibië)
De C44 is een secundaire weg in het noordoosten van Namibië. De weg loopt van de B8 ten noorden van Grootfontein naar Gam. 
De C44 is 320 kilometer lang en loopt door de regio Otjozondjupa.